# جريس شعري الكأس
الجُرَيس شعري الكأس (باللاتينية: Campanula trichocalycina) نوع نباتي ينتمي إلى جنس الجريس من الفصيلة الجريسية.

## الموئل والانتشار
موطنه المغرب العربي وإيطاليا.

## مرادفات للاسم العلمي
- (باللاتينية: Adenophora pichleri Vis. ex Nyman)
- (باللاتينية: Asyneuma trichocalycinum (Ten.) K.Malý)
- (باللاتينية: Campanula alburnica V.Brig.)
- (باللاتينية: Campanula minae Strobl)
- (باللاتينية: Phyteuma trichocalycinum (Ten.) Tanfani)
- (باللاتينية: Phyteuma trichocalycinum var. minae (Strobl) Tanfani)
- (باللاتينية: Podanthum trichocalycinum (Ten.) Boiss.)
- (باللاتينية: Podanthum trichocalycinum var. densiflorum Hausskn.)